# Nao Shirahase
Nao Shirahase (30 de enero de 2008) es una deportista japonesa que compite en natación sincronizada. Ganó una medalla de plata en el Campeonato Mundial de Natación de 2025, en la prueba equipo libre.

## Palmarés internacional
| Campeonato Mundial | Campeonato Mundial  | Campeonato Mundial | Campeonato Mundial |
| Año                | Lugar               | Medalla            | Prueba             |
| ------------------ | ------------------- | ------------------ | ------------------ |
| 2025               | Singapur (Singapur) | Medalla de plata   | Equipo libre       |